# Sanpoil
Die Sanpoil (historische Selbstbezeichnung Sinpoelihuh, heute Nesilextcl’n oder kurz N’pooh-le) sind eine der 12 Gruppen, die zu den als Indianerstamm in den USA anerkannten Confederated Tribes of the Colville Indian Reservation in Washington gehören. Sie lebten ursprünglich am namengebenden Sanpoil River, der in den Columbia mündet.
Sie zählen kulturell zu den Binnen-Salish und sind nahe mit den Nespelem verwandt, die wenige Kilometer weiter columbiaabwärts lebten. 

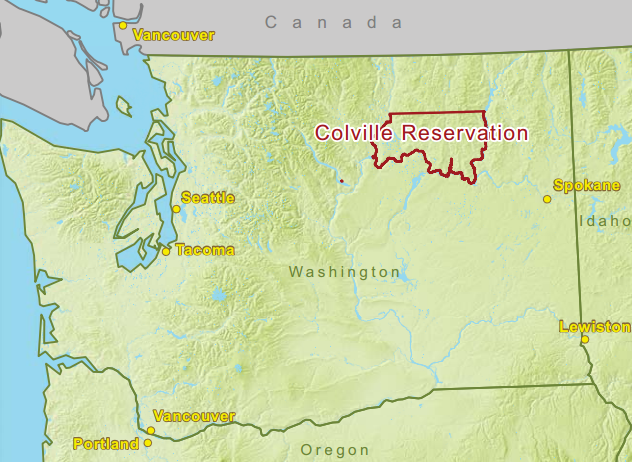
Lage des Colville-Indianerreservats

Unter Skolaskin, einem Propheten, leisteten sie Widerstand gegen Missionierung und Eingliederung in das heutige Colville-Reservat. Heute sind die Sanpoil weitgehend mit den übrigen Colville-Stämmen vermischt, ein eigener Stamm existiert nicht mehr.

## Geschichte
Die Sanpoil stellten eine relativ große Gruppe dar, die in zahlreichen Dörfern lebten. In der mündlichen Überlieferung finden sich Erinnerungen an Auseinandersetzungen mit den benachbarten Yakima, aber auch Salish-Gruppen, wie den Spokane und den Sinkiuse. Die Sanpoil galten als besonders hartnäckig in der Verteidigung ihrer Freiheit. Ihre Zahl vor der Ankunft der ersten Weißen wird auf 800 bis 1700 geschätzt.
Der Pelzhändler Alexander Henry berichtete Anfang des 19. Jahrhunderts, dass der Stamm sich selbst als „Spoil Ehieh“ bezeichnete. Sie verließen nur sehr selten ihr Gebiet an der Mündung des Sanpoil River in den Columbia. Den Ostrand ihres Fischgebiets bildete der Spokane River. 1827 schätzte man ihre Zahl nur noch auf 218.

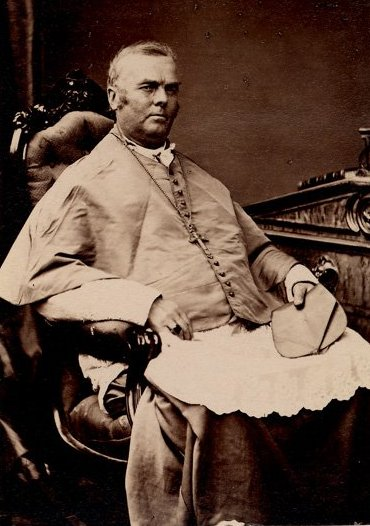
Der katholische Missionar Modeste Demers

1838 erschienen sie bei den katholischen Missionaren Francois Blanchet und Modeste Demers bei den Kettle Falls. 
Ähnlich wie mit den nahe verwandten Nespelem schlossen die USA keinen Vertrag mit den Sanpoil, so dass bei ihnen auch kein Indianeragent tätig war. Als die Colville Reservation eingerichtet wurde, wehrten sich die beiden Stämme, auf deren Gebiet dies geschehen sollte, dagegen. Sie lehnten Jahreszahlungen ab und verweigerten auch Angaben über die Zahl der Stammesangehörigen. Ihr Widerstand war zugleich religiös begründet, da bei ihnen die Dreamer-Religion verbreitet war, gegen die katholische Missionare auftraten. 
Diese Religion wurde durch das Erdbeben vom 14. Dezember 1872 bestärkt. An diesem Tag stürzte ein Fels in den Chelan River und staute das Wasser auf, so dass die Dörfer überaus schnell überschwemmt wurden. Skolaskin hatte die Katastrophe vorhergesagt und bedrängte nun die traditionellen Häuptlinge in der Region. Allerdings ließ er die Lachshäuptlinge (salmon chiefs), die während der Fangsaison die Dörfer organisierten, unbehelligt. Er lehrte einen neuen Gott, verbot den Tanz, bekämpfte den Alkoholkonsum, das Spiel und die Eitelkeit. An Sonntagen durften die Gesichter nicht bemalt werden, man durfte noch nicht einmal sein Spiegelbild im Wasser betrachten. Er bildete Missionare aus und reiste selbst den Columbia hinunter, musste dabei allerdings vom Pferd aus predigen, da er stark gehbehindert war. Er behauptete, eine Reise ins Jenseits unternommen zu haben und von Gott gerettet worden zu sein; er glaubte an ein nahes Ende der Welt.
Während die amerikanische Regierung über ihre Agenten mit den verschiedenen Stämmen um die Einrichtung eines Reservats für mehrere dieser Gruppen verhandelte, ging es auch um die konfessionellen Entscheidungen. Methow, einige Spokane und Sanpoil bevorzugten die protestantische Konfession und sollten daher ein Reservat getrennt von den katholischen Stämmen erhalten. Nach dem Whitman-Massaker von 1847 waren die protestantischen Missionare aus der Region verschwunden. Von den Kettle Falls, einem zentralen Fangplatz der Binnen-Salish für Lachse, dehnten die Missionare 1853 ihre Missionstätigkeit zu den Sanpoil aus und impften sie gegen die Pocken. Wie die Missionare erkannten, war der Schutz gegen die Pocken, denen Katholiken nicht zum Opfer fielen, während etwa nichtchristlich gebliebene Spokane zu Hunderten daran starben, ein gewichtiges Argument für eine Taufe. Eine der missionierten Gruppen von Kettle Falls brachte allerdings die Pocken columbiaaufwärts, und danach verzichteten die Sanpoil auf die Taufe, und auch darauf, die Missionsstation an den Kettle-Fällen überhaupt aufzusuchen. 
Skolaskin führte rund 200 Anhänger. Dabei waren die Sanpoil 1877 durchgängig seine Anhänger, während die Nespelem gespalten waren. Einer der katholischen Missionare berichtet von 40 „Ungetreuen“ und 35 Gläubigen. Während des Aufstands der Nez Percé hielten sich die Skolaskin-Anhänger abseits. Sie durften sogar weiterhin Waffen und Munition in Walla Walla erwerben. Angesichts der starken Truppenansammlungen der US-Armee erklärten die Stämme ihr Einverständnis mit der Einrichtung eines Reservats, der späteren Colville Reservation. 1887 verhandelte die Regierung mit den Nez Percé über ihre Ansiedlung im Nespelem-Tal. Skolaskins Anhänger wollten diese neue Gruppe genauso wenig dulden, wie zuvor die von Chief Moses. In Verhandlungen am 21. Juli 1887 fragte Skolaskin, warum die US-Regierung feindliche Häuptlinge, wie Chief Moses und Chief Joseph in seinem Land ansiedeln wollte. 
Am 21. November 1889 wurde Skolaskin verhaftet, und Anfang 1890 auf Alcatraz eingeliefert. Am 10. April 1891 veröffentlichte der San Francisco Chronicle einen Artikel, der sich den Forderungen nach Rückkehr anschloss. Skolaskin kehrte Mitte des nächsten Jahres zurück. Er hatte alle Macht eingebüßt und Häuptling Jim James führte die Sanpoil.

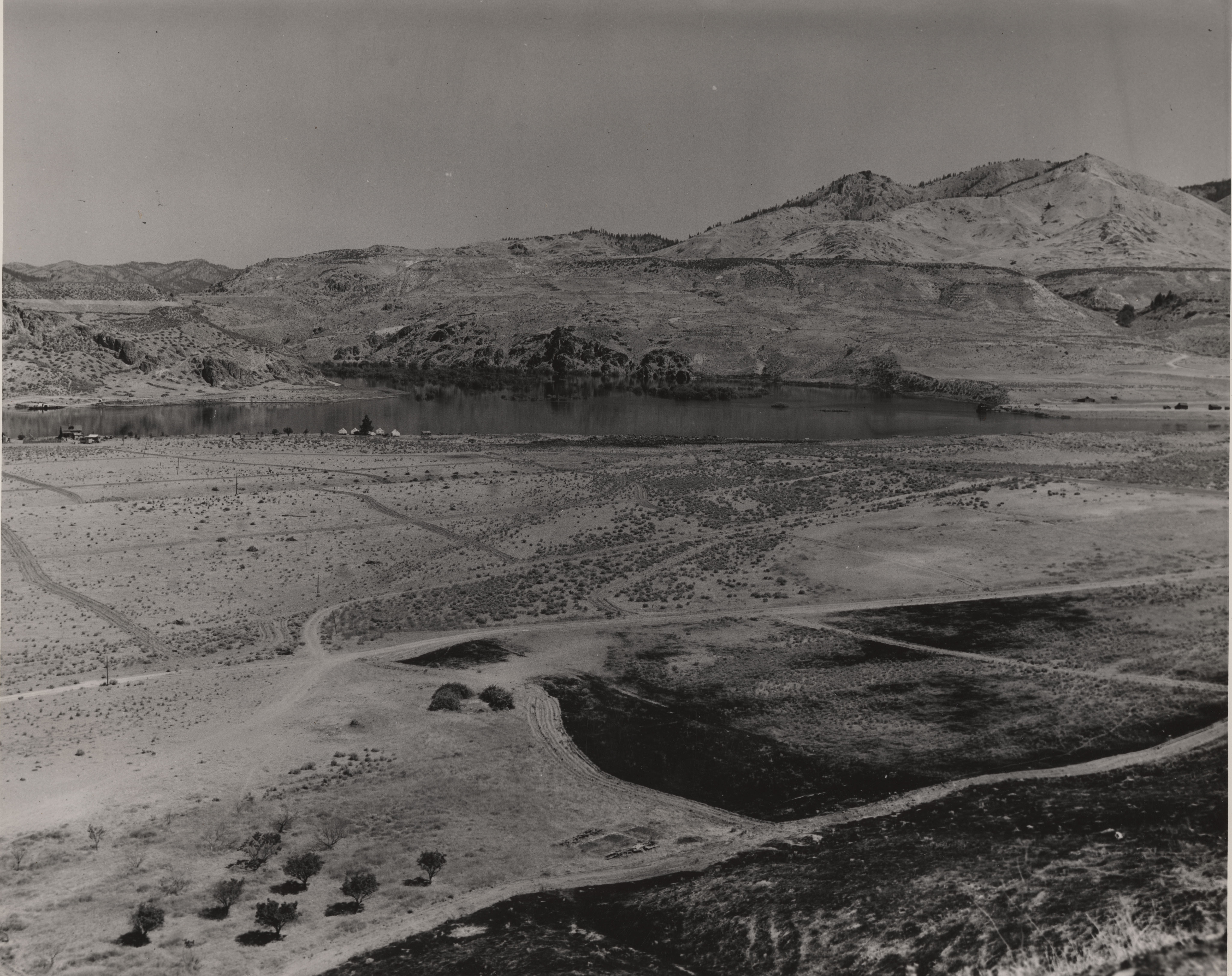
Das Mündungsgebiet des San Poil, fotografiert 1939

Anfang des 20. Jahrhunderts begriffen die Regierungsvertreter, dass Sanpoil und Nespelem zwei getrennte Stämme waren, die sie bis dahin immer als einen Stamm betrachtet hatten. Nun wurden sie als Stämme anerkannt, wenn dies auch nur darin seinen Grund hatte, dass die Sanpoil weiterhin traditionell von Jagd und Fischfang lebten, während sich die Nespelem auf Ackerbau konzentrierten. 1913 zählte man nur noch 202 Sanpoil. 1959 gab es noch 110 „Vollblut“-Sanpoil innerhalb des Reservats, weitere 22 außerhalb.